# Koreanische Bischofskonferenz
Die Koreanische Bischofskonferenz (koreanisch 한국천주교주교회의) ist der Zusammenschluss der römisch-katholischen Bischöfe aller Diözesen in Korea. In ihr sind die Bischöfe von Nordkorea und Südkorea vertreten. Die nordkoreanischen Bistümer werden durch ihre Apostolischen Administratoren vertreten, die meist auch südkoreanische Bistümer leiten. Der jeweilig Apostolische Administrator der Territorialabtei Tokwon, der im Moment der jeweilige Abt des Benediktinerklosters Waegwan ist, ist auch Mitglied der Bischofskonferenz.
Bereits 1857, während der Joseon-Dynastie, fand ein Treffen der koreanischen Bischöfe statt. Ein zweites Treffen erfolgte zwischen 13. und 25. September 1931. Danach fanden jährlich Versammlungen statt. Einen offiziellen Vorsitzenden hat sie seit 1959.

## Vorsitzende
- Thomas F. Quinlan, SSCME, Bischof von Chunchon (1959–1964)
- Paul Marie Kinam Ro, Erzbischof von Seoul (1964–1967)
- Victorinus Youn Kong-hi, Bischof von Suwon (1967–1970)
- Kardinal Stephen Kim Sou-hwan, Erzbischof von Seoul (1970–1975)
- Victorinus Youn Kong-hi, Erzbischof von Gwangju (1975–1981)
- Kardinal Stephen Kim Sou-hwan, Erzbischof von Seoul (1981–1987)
- Angelo Kim Nam-su, Bischof von Suwon (1987–1993)
- Paul Ri Moun-hi, Erzbischof von Daegu (1993–1996)
- Nicholas Cheong Jin-suk, Erzbischof von Seoul (1996–1999)
- Michael Pak Jeong-il, Bischof von Masan (1999–2002)
- Andreas Choi Chang-mou, Erzbischof von Gwangju (2002–2005)
- Augustine Cheong Myong-jo, Bischof von Pusan (2005–2006)
- John Chang Yik, Bischof von Chunchon (2006–2008)
- Peter Kang U-il, Bischof von Cheju (2008–2014)
- Hyginus Kim Hee-jong, Erzbischof von Gwangju (2014–2020)
- Mathias Ri Iong-hoon, Bischof von Suwon (seit 2020)